# District de Xinqing
Le district de Xinqing (新青区 ; pinyin : Xīnqīng Qū) est une subdivision administrative de la province du Heilongjiang en Chine. Il est placé sous la juridiction de la ville-préfecture de Yichun.